# Tyson belos
Tyson belos is een straalvinnige vissensoort uit de familie van grondels (Xenisthmidae). De wetenschappelijke naam van de soort is voor het eerst geldig gepubliceerd in 1983 door Springer.